# Sophie Tieck
Pour les articles homonymes, voir Tieck.
Sophie Tieck née à Berlin le 28 février 1775 et morte à Reval le 1er octobre 1833, est une poétesse et femme de lettres prussienne de l'ère du romantisme.

## Biographie
Sophie Tieck est la fille d'un fabricant de cordes particulièrement cultivé pour son état. Elle a deux frères : le futur poète Ludwig Tieck et le futur sculpteur Friedrich Tieck. Elle ne peut étudier au lycée et fait son éducation toute seule. En 1799, elle épouse un ami de son frère Ludwig, l'écrivain August Ferdinand Bernhardi, de qui elle a trois enfants, dont le futur écrivain Wilhelm Bernhardi et le futur historien Theodor von Bernhardi. Toutefois le mariage s'avère malheureux et elle s'enfuit. Elle épouse plus tard en secondes noces le baron Karl Gregor von Knorring qui partage sa vie entre Reval et son château d'Arroküll dans le gouvernement d'Estland.
Sophie Tieck est l'auteur de nouvelles, romans, récits, contes, drames et poésies qui chantent la nature romantique et l'amour dans la sérénité et la proximité.

## Quelques œuvres
- Bambocciaden, 1797-1800
- Julie Saint-Albain, Dresde, 1801; réédité à Sulzbach en 2011
- Wunderbilder und Träume in elf Märchen, 1802; réédité à Berlin en l'an 2000
- Dramatische Phantasien, 1804
- Evremont, Breslau, 1836 (posthume); réédité aux éditions Olms Verlag
- Flore und Blanchefleur, 1822 (poème épique); réédité aux éditions Olms Verlag en 2006

### Correspondance
- (de) Correspondance avec son frère Friedrich, Bei aller brüderlichen Liebe, éditée par James Trainer, de Gruyter, Berlin, 1991
- (en) Correspondance avec son frère Ludwig et son cercle d'amis, Letters to and from Ludwig Tieck and his circle, éditée par Matenko, Zeydel et Masche, Chapel Hill, University of North Carolina Press, 1967
- (de) Correspondance avec Caroline de La Motte-Fouqué, éditée par Wolfgang de Bruyn et Barbara Gribnitz, Wehrhahn Verlag, Hanovre, 2011